# Guillermo Juan Kehoe
Guillermo Juan Kehoe (Rosario, 21 de julio de 1913 - Rosario, 6 de mayo de 1964) fue un abogado y político militante y dirigente del Partido Comunista, defensor de los trabajadores y asesinado de un disparo por un militante del grupo Tacuara en las puertas de Tribunales de Rosario.

## Biografía
Guillermo Kehoe era descendiente de inmigrantes irlandeses. Su padre era el abogado Guillermo Kehoe y Kearney, su madre Luisa María Donnelly y Cardiff. Estudió derecho en la Facultad de Ciencias Jurídicas y Sociales de la Universidad Nacional del Litoral, en la ciudad de Santa Fe, Argentina. Más tarde radicó su estudio jurídico en la misma casa donde vivía, en la ciudad de Rosario (provincia de Santa Fe). Se casó con Elsa Ofelia Larrazábal (n. 1916, Rosario), que era maestra, con quien tuvo una hija, Sonia Mirta (n.1942, Santa Fe).
Inició su militancia política en la Unión Cívica Radical, aunque a los 23 años, en 1936, ingresó en la Federación Juvenil Comunista. Sus estudios en la Facultad de Derecho y Ciencias Sociales (actualmente Facultad de Ciencias Jurídicas y Sociales) de la Universidad Nacional del Litoral le otorgaron el título de abogado en 1942, y luego se especializó en Derecho Laboral.
Fue cofundador de la Liga Argentina por los Derechos del Hombre en la provincia de Santa Fe y conformó la dirección de su Filial Rosario junto a los abogados Adolfo Trumper y Alberto Jaime.
En 1955 presentó, junto a su colega Alberto Jaime, el habeas corpus en favor de su camarada y amigo Juan Ingallinella en el Palacio de Tribunales de Rosario. Los tres habían sido detenidos y salvajemente torturados en la oficina de la Sección Leyes Especiales de la Jefatura de Policía de la ciudad dirigidas por Francisco Félix Lozón.
En febrero de 1964, Kehoe y su colega el Dr. Adolfo Trumper, fueron víctimas de un atentado perpetrado por Telmo Galarza en la puerta Tribunales Provinciales de Rosario. El Dr. Trumper fue gravemente herido y Kehoe, luego de meses de agonía, murió el 6 de mayo de ese mismo año.

## Homenaje
El 16 de mayo de 2014 el Concejo Municipal de Rosario lo declaró Abogado Distinguido defensor de la libertad "en virtud de su reconocida labor militante y social al cumplirse 50 años de su trágica desaparición" 

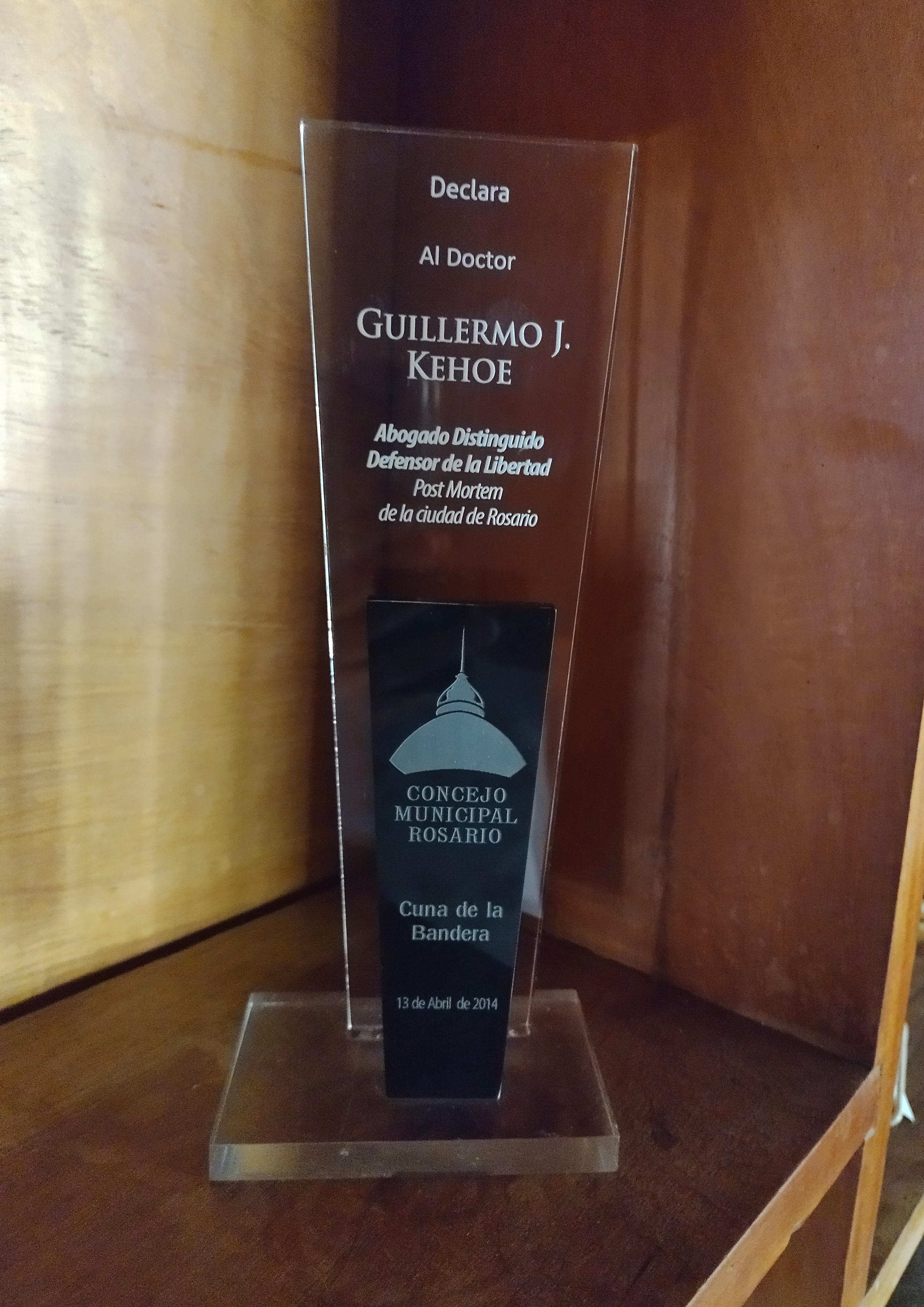
Placa de reconocimiento otorgada a la viuda del Dr. Kehoe por el Concejo Municipal de Rosario

El escritor argentino Osvaldo Soriano, se refirió al trabajo de Kehoe como abogado defensor en un cuento dedicado al médico detenido desaparecido Juan Ingallinella, en su libro Artistas Locos y Criminales.